# Moritz von Stürler

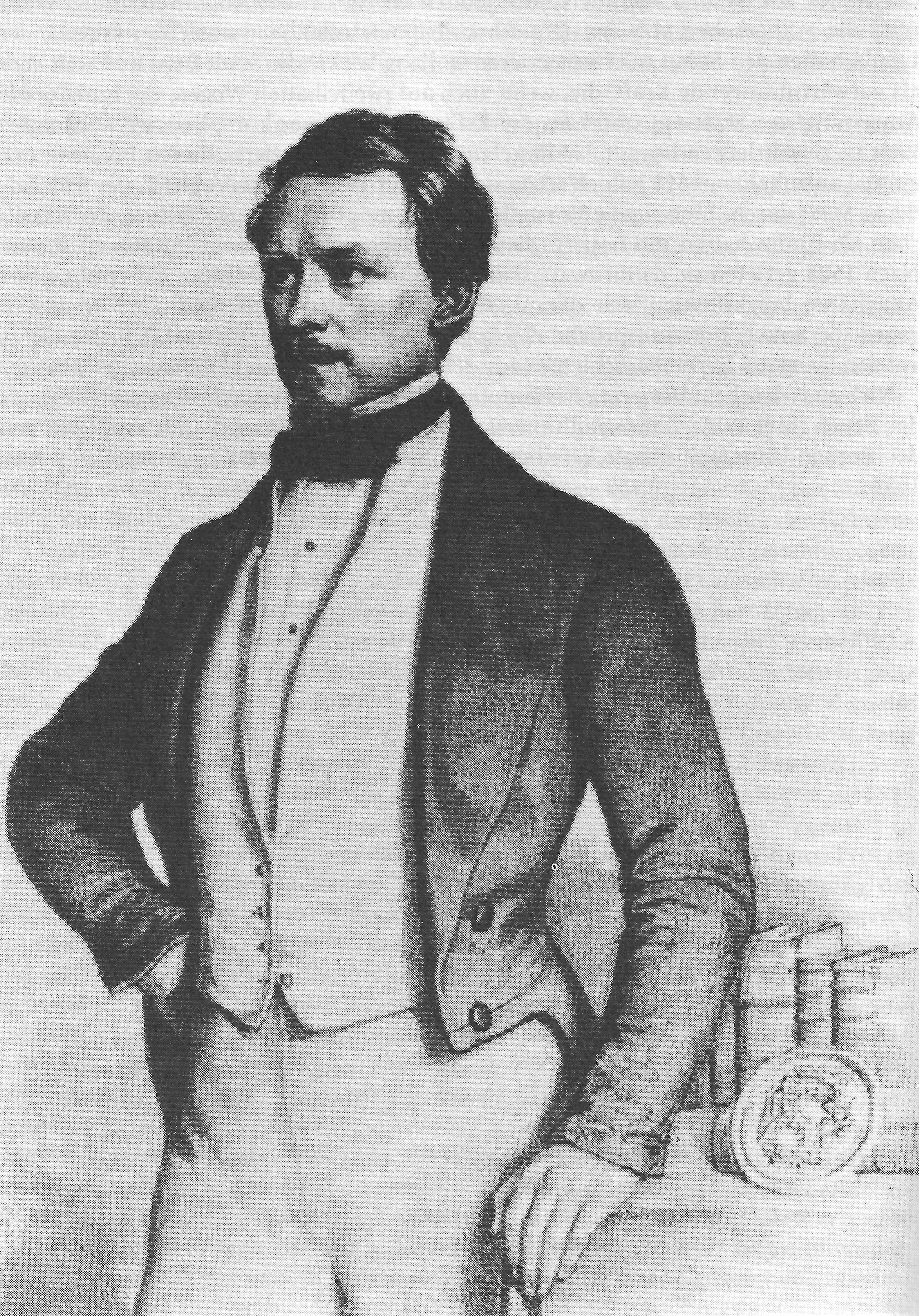
Moritz von Stürler, Lithographie von Hubert Meyer (um 1850)

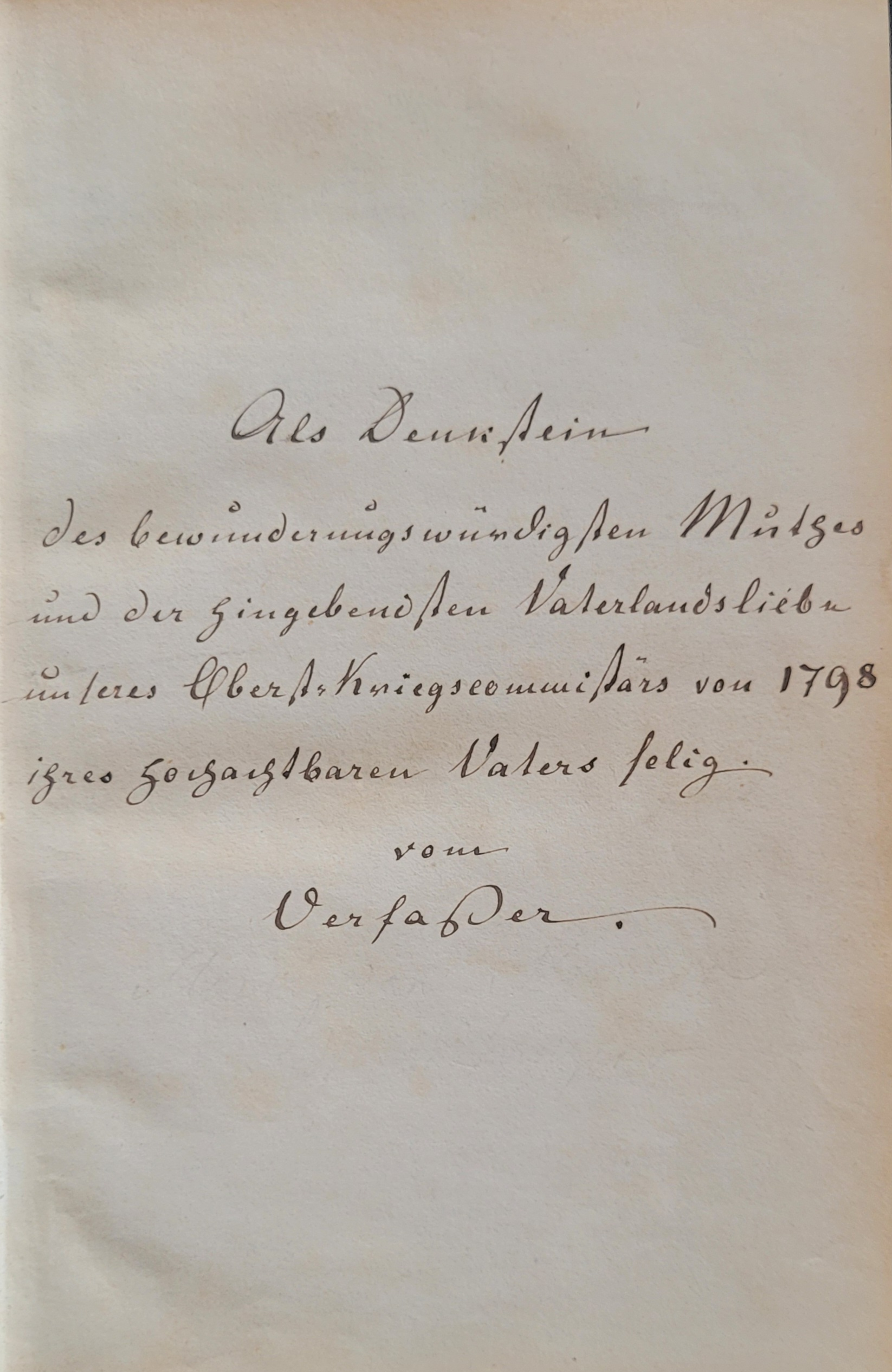
Widmung Moritz von Stürlers in seinem Werk an Ueber das Schicksal des bernischen Staatsschatzes und der bernischen Staatskassen, sowie über die Plünderungs- und Kontributionsverhältnisse im Jahr 1798. Skizzen aus dem Raubkriege der Franzosen und der Franzosenhelvetik. an einen Sohn Gottlieb von Jenners (um 1851)

Moritz von Stürler (* 3. April 1807 in Bern; † 25. Mai 1882 in Bern; heimatberechtigt in Bern) war ein Schweizer Historiker und Staatsschreiber.
Von Stürler war der Sohn des Johann Rudolf von Stürler und der Maria Elisabeth von Sinner. Er besuchte die Schulen in Hofwil und studierte an der bernischen Akademie. Ab 1827 arbeitete er als Volontär in der Staatskanzlei. 1832 wurde er Sekretär des politischen Departements, 1837 zweiter Ratsschreiber, 1840 erster Ratsschreiber und schliesslich 1850 Staatsschreiber und Staatsarchivar. Das Staatsarchiv war ihm insbesondere ein Anliegen. Ab 1834 war er Hauptmann der Scharfschützen.
Sein Nachlass befindet sich in der Burgerbibliothek Bern und im Staatsarchiv Bern.

## Auszeichnungen
- 1879: Dr. h. c. der Universität Bern

## Schriften
- Ueber das Schicksal des bernischen Staatsschatzes und der bernischen Staatskassen, sowie über die Plünderungs- und Kontributionsverhältnisse im Jahr 1798. Skizzen aus dem Raubkriege der Franzosen und der Franzosenhelvetik. Bern 1851.
- Die Gesellschaft von Obergerberen in Bern. Bern 1863.
- Ueber die Ermordung des Generalmajors Carl Ludwig von Erlach, Oberkommandanten der Bernertruppen, am 5. März 1798 zu Niederwichtrach. Vortrag In: Archiv des Historischen Vereins des Kantons Bern. Band 8: 1872–1875. Heft 2, S. 289–363 (doi:10.5169/seals-370762#306).
- Die konzessionierten Wirtschaften im Kanton Bern. In: Berner Zeitschrift für Geschichte und Heimatkunde. Jg. 37, Bern 1975, S. 19–27 (e-periodica.ch).